# Cowlairs FC
Cowlairs Football Club was een Schotse voetbalclub uit Glasgow. De club werd opgericht in 1876 en ontbonden in 1895. De thuiswedstrijden werden in verschillende stadions gespeeld omdat de club zelf geen stadion in bezit had. Het laatste stadion waar in gespeeld werd was Arrol Park. De clubkleuren waren rood-blauw.
| Seizoenen | Stadion          |
| --------- | ---------------- |
| 1876-1890 | Gourlay Park     |
| 1890-1895 | Springfield Park |
| 1895-1896 | Arrol Park       |